# セモヴェンテ da 20/70 クアドルプロ
セモヴェンテ da 20/70 クアドルプロとは、第二次世界大戦中、イタリア王国で試験的に生産された自走式対空砲である。この車輌はイタリア陸軍向けに開発された。

## 説明
1942年、イタリア陸軍は北アフリカ戦線の作戦で使用する自走式対空砲の開発を指示していた。イタリアの機械化された縦隊は信頼の置ける防空能力を欠いており、しばしばイギリス空軍（RAF）の標的となった。本車はこうした部隊に防御を与えるものだった。
開発期間と資材を省略するため、クアドルプロの車体にはM15/42戦車のものが用いられた。もとの砲塔は撤去され、多角形で開放式の砲塔が溶接で作られた。この砲塔に4連の20mm スコッティ-イゾッタ・フラスキーニ 20/70 機関砲を収容した。俯仰はマイナス5度からプラス90度である。この機関砲は分離式のベルトリンク弾薬を使えるよう、特別に改修されていた。この結果、1門の発射速度が毎分600発に増強された。他、唯一の変更点は車体から連装のブレダM38車載機関銃を撤去したことで、開口部は42mm厚の装甲板で塞がれた。乗員は3名に減らされた。2名は砲塔内に配置され、もう1名は車体の操縦席に乗った。最初の試作車輌は1943年の1月もしくは2月に完成しており、Centro Studi Motorizzazione dell'esercitoで試験に供された。重量は14.7t、全高は2.55m、傾斜60%で操縦する事ができた。
1943年3月、本車は「M15/42 カルロ・コントラエーレオ」として任務に就き、ローマのツェッキニョーラに駐屯する「VIII Reggimento Autieri」に配備された。また、ここでドイツ軍は本車を接収した。1945年4月にはドイツ軍で実戦に使われている。本車は第5SS山岳軍団の指揮下にあり、ドイツのトイピッツ地区にいたソ連赤軍に対し最後の戦いを行なった。

## 登場作品
『War Thunder』
イタリアの対空戦車M42 Contraereoとして登場。
『トータル・タンク・シミュレーター』
イタリアの対空戦車として登場。